# 特定秘密の保護に関する法律に対する声明の一覧
特定秘密の保護に関する法律に対する声明の一覧（とくていひみつのほごにかんするほうりつにたいするせいめいのいちらん）は、2013年12月6日に成立し、同年12月13日に公布された特定秘密の保護に関する法律に対して表明された声明、意見書の一覧である。

## 賛成する内容の声明
- 幸福実現党が「特定秘密保護法案の早期成立を求める」とした声明を発表した[1][2]。

## 反対する内容の声明

### 地方公共団体
- 福島県議会が、9月に「慎重な対応を求める」意見書[3]を、10月9日には「もし制定されれば、民主主義を根底から覆す瑕疵ある議決となることは明白である」とする意見書を全会一致で、採択した。
- 愛知県日進市議会が11月29日に、東京都小金井市議会が12月2日に「慎重な審議を求める」決議を採択[4]。
- 東京都国立市議会が12月2日に「廃案を求める」意見書を採択[4]。
- 川勝平太・静岡県知事が11月25日の定例会見で「悪法だ」「情報の所有者は誰なのか考え直す必要がある」、大村秀章・愛知県知事が11月27日（衆議院で採決され可決された翌日）の定例会見で知る権利の制約に懸念を表明し「審議時間を十分にとる必要がある」と苦言を呈した[4]。

### 研究者
- ノーベル賞科学者の益川敏英、白川英樹など31人が「特定秘密保護法案に反対する学者の会」を結成し、衆議院での強行採決を非難し廃案を求める声明を発表[5][6]。「思想の自由と報道の自由を奪って戦争へと突き進んだ戦前の政府を髣髴とさせる」、「『秘密国家』・『軍事国家』への道を開く」法案に「学問と良識の名において」反対するとしている。2013年11月29日時点で600人以上[7]、12月3日現在で更に1400人の研究者から賛同が寄せられた[8]。法案が成立した7日には抗議声明が発され、賛同者は3000人を超えた[9]。

- 浅倉むつ子（労働法学者、早稲田大学教授）
- 池内了（天文学者、総合研究大学院大学教授・理事、名古屋大学名誉教授）
- 伊藤誠（マルクス経済学者、東京大学名誉教授、日本学士院会員）
- 上田誠也（地球科学者、東京大学名誉教授、日本学士院会員）
- 上野千鶴子（社会学者、東京大学名誉教授）
- 内田樹（哲学者、神戸女学院大学名誉教授）
- 内海愛子（社会学者、大阪経済法科大学アジア太平洋研究センター特任教授）
- 宇野重規（政治学者、東京大学教授）
- 大沢真理（社会学者、東京大学教授）
- 小熊英二（社会学者、慶応義塾大学教授）
- 小沢弘明（歴史学者、千葉大学教授）
- 加藤節（政治学者、成蹊大学名誉教授）
- 加藤陽子（歴史学者、東京大学教授）
- 金子勝（経済学者、慶應義塾大学教授）
- 姜尚中（政治学者、東京大学名誉教授、聖学院大学学長）
- 久保亨（歴史学者、信州大学教授）
- 栗原彬（社会学者、立教大学名誉教授）
- 小森陽一（文学研究者、東京大学教授）
- 佐藤学（教育学者、東京大学名誉教授）
- 佐和隆光（経済学者、京都大学名誉教授）
- 白川英樹（化学者、筑波大学名誉教授、ノーベル化学賞受賞者）
- 杉田敦（政治学者、法政大学教授）
- 高橋哲哉（哲学者、東京大学教授）
- 野田正彰（精神科医、元関西学院大学教授）
- 樋口陽一（憲法学者、東京大学名誉教授、日本学士院会員）
- 広渡清吾（法社会学者、東京大学名誉教授、元日本学術会議会長）
- 益川敏英（物理学者、京都大学名誉教授、ノーベル物理学賞受賞者）
- 宮本憲一（経済学、大阪市立大学名誉教授）
- 鷲田清一（哲学者、元大阪大学総長）
- 鷲谷いづみ（生態学者、東京大学教授）
- 和田春樹（歴史学者、東京大学名誉教授）

#### 憲法学研究者
- 142名の憲法学者・メディア法学者が、法案への反対声明を発表した[10][11][12][13]。

- 樋口陽一（東京大学名誉教授、日本学士院会員）
- 小林直樹（東京大学名誉教授、総合人間学会会長）
- 奥平康弘（東京大学名誉教授）
- 杉原泰雄（一橋大学名誉教授）
- 山内敏弘（世話人、一橋大学名誉教授）
- 浦田一郎（一橋大学名誉教授）
- 渡辺治（一橋大学名誉教授）
- 阪口正二郎（一橋大学教授）
- 山元一（慶應義塾大学教授）
- 水島朝穂（早稲田大学教授）
- 川岸令和（早稲田大学教授）
- 西原博史（早稲田大学教授）
- 戸波江二（早稲田大学教授）
- 今関源成（早稲田大学教授）
- 浦田賢治（早稲田大学名誉教授）
- 田島泰彦（世話人、上智大学教授）
- 高見勝利（上智大学教授）
- 中村睦男（北海道大学元総長）
- 深瀬忠一（北海道大学名誉教授）
- 岡田信弘（北海道大学教授）
- 森英樹（名古屋大学元副総長・教授）
- 愛敬浩二（名古屋大学教授）
- 横田耕一（九州大学名誉教授）
- 浦部法穂（神戸大学元副学長・教授）
- 渡邊賢（大阪市立大学教授）
- 井口秀作（愛媛大学教授）
- 吉田善明（明治大学教授、学校法人明治大学理事）
- 野中俊彦（法政大学名誉教授）
- 永井憲一（法政大学名誉教授）
- 清水睦（中央大学名誉教授）
- 稲正樹（国際基督教大学教授）
- 横山宏章（元明治学院大学教授）
- 大津浩（成城大学教授）
- 市川正人（立命館大学教授）
- 高作正博（関西大学教授）
- 古川純（専修大学名誉教授、元学校法人専修大学理事）
- 隅野隆徳（専修大学名誉教授）
- 石村修（専修大学教授）
- 古関彰一（獨協大学教授）
- 加藤一彦（東京経済大学教授）
- 上脇博之（神戸学院大学教授）
- 上田勝美（龍谷大学元副学長・教授）
- 小沢隆一（東京慈恵会医科大学教授）

#### 刑事法研究者
- 120名を超える刑事法学者が、法案への反対声明を発表した[12][13][10]。

- 村井敏邦（代表、一橋大学名誉教授、元日本刑法学会理事長）
- 後藤昭（一橋大学教授）
- 森本益之（大阪大学名誉教授）
- 水谷規男（大阪大学教授）
- 島岡まな（大阪大学教授）
- 白取祐司（北海道大学教授）
- 斉藤豊治（元東北大学教授）
- 平川宗信（名古屋大学名誉教授）
- 田淵浩二（九州大学教授）
- 浅田和茂（元大阪市立大学副学長・教授）
- 光藤景皎（大阪市立大学名誉教授）
- 上野達彦（三重大学元副学長・教授）
- 新倉修（青山学院大学教授）
- 酒井安行（青山学院大学教授）
- 前野育三（関西学院大学名誉教授）
- 川崎英明（関西学院大学教授）
- 生田勝義（立命館大学名誉教授）
- 松宮孝明（立命館大学教授）
- 上田寛（立命館大学教授）
- 前田朗（東京造形大学教授）
- 吉村真性（九州国際大学准教授）
- 守屋克彦（元仙台高等裁判所判事）
- 海渡雄一（元日本弁護士連合会事務総長）

#### 平和学研究者
- 日本平和学会会員有志が反対声明を発表[14]。

#### 歴史学研究者
- 歴史学者9名が反対声明を発表。2500人以上が賛同の署名をおこなった。[15]。

- 久保亨（歴史学研究会委員長）
- 藤井譲治（日本史研究会代表委員）
- 糟谷憲一（歴史科学協議会代表理事）
- 塚田孝（歴史科学協議会代表理事）
- 山田朗（歴史教育者協議会代表理事）
- 吉田裕（同時代史学会代表）
- 中嶋久人（東京歴史科学研究会代表）
- 荒井信一（日本の戦争責任資料センター共同代表）
- 宮地正人 （国立歴史民俗博物館前館長）

#### 中東研究者
- 日本中東学会会長の栗田禎子・千葉大学教授が呼びかけて、12人で『「特定秘密保護法案」に反対する中東研究者の緊急声明』を発表[16]。他に賛同者71人が加わる。

- 栗田禎子（千葉大学・呼びかけ人代表）
- 飯塚正人（東京外国語大学）
- 臼杵陽（日本女子大学）
- 岡真理（京都大学）
- 加藤博（一橋大学）
- 黒木英充（東京外国語大学）
- 酒井啓子（千葉大学）
- 鈴木均（アジア経済研究所）
- 鷹木恵子（桜美林大学）
- 長沢栄治（東京大学）
- 三浦徹（お茶の水女子大学）
- 山口昭彦（聖心女子大学）

### 弁護士団体
- 日本弁護士連合会が三次にわたり意見書や声明を発表[17][18][19][20]。パブリックコメントにも反対の意見書を出している[21]。プライバシーの侵害や、行政機関の都合で秘密としたい事（在日米軍基地問題、自衛隊海外派遣、TPP、原子力発電所の安全性や被曝）を「特定秘密」に指定し隠蔽する事など、法案には問題点があると反対している[22]。
- 自由法曹団が意見書[23]、法案成立について抗議と廃案要求を声明[24]。また自由法曹団に社会文化法律センター、青年法律家協会、日本国際法律家協会、日本反核法律家協会、日本民主法律家協会、日本労働弁護団を加えた7団体が連名で、「国民の声を無視し強行採決した暴挙に強く抗議し、廃案を断固求める」とする共同声明を発表[25][26]。

### 人権団体
- ロンドンに本部をおく国際人権団体ARTICLE19は「秘密保護法案を否決するよう、日本の国会に強く求める」声明を発表した[27]。
- アムネスティ・インターナショナル日本支部は「法案を見直すべき」と声明を出した[28]。

### 政治思想団体

#### 新左翼
- 革労協とみられる「革命軍」と名乗る団体から[29]、2013年11月28日に発生した横田基地ゲリラ事件[30]の犯行声明が、都内の報道機関に同年12月4日までに届いた[29]。同犯行声明が、今の政権（第2次安倍内閣）がアメリカと連携して軍事演習を行ったり特定秘密保護法案を制定しようとしたりしている事を批判し今回の発射を「怒りの鉄つい（槌）だ」としている事が報じられている[29]。
- 革命的共産主義者同盟（革共同）・日本革命的共産主義者同盟革命的マルクス主義派（革マル派）は『秘密保護法の制定を阻止せよ。日本版NSCの創設を許すな。「集団的自衛権行使」合憲化を企む安倍政権の総攻撃を打ち砕け！』と声明を出し[31]、また2013年11月26日に「さようなら原発集会」に結集した市民らと共に国会・首相官邸前で10時間ほど特定秘密保護法案制定反対デモを行った[32]。
- 革命的共産主義者同盟全国委員会（中核派）は『安倍と猪瀬を打倒せよ。階級的労働運動の拠点建設で戦争への道＝秘密保護法葬れ』と声明を出し[33]、また2013年11月21日・22日に特定秘密保護法案制定反対デモと集会を行った[34]。

### マスコミ

#### 新聞社
- 日本新聞協会が「国民の知る権利が損なわれる恐れに強い危惧を表明する」とした意見書を発表している[35]。
- 日本新聞労働組合連合が緊急声明[36]。
- 全国紙から地方紙に至るまで数多くの新聞社が、社説でその危険性に対する懸念と反対の意を表明している[37]。また朝日新聞は、識者の意見コラム『異議あり 特定秘密保護法』（法案成立後は『どうなる―』に改題）を連載している他、衆参両院での強行採決、成立を受け、声明「知る権利支える報道続けます」を杉浦信之・ゼネラルエディター兼東京本社編成局長名で発表[38]。

#### 放送局
- 民放連が報道委員会委員長（島田昌幸・テレビ東京会長）名で「衆議院通過は拙速であり、参議院での徹底した審議を求める」声明を発表[39]。
- 民放労連が「即時廃案を求める」声明を発表[40]。尤も、4大キー局のうち日本テレビのみが、ニュースでは「強行」の文字を外し「採決」とのみ報じた[41]。

### ジャーナリスト・文筆家
- 日本ジャーナリスト会議が「即時廃案を求める」声明[42]、「強行採決に強く抗議し安倍内閣の退陣を求める」声明[43]を発表。
- 日本ペンクラブが声明[44]。また、国際ペンは会長ジョン・ラルストン・ソウル、副会長ユージン・ショルギン、獄中作家委員会委員長マリアン・ボツフォード・フレイザーの名で「公益を守るものではなく保全ヒステリーにかられ過剰に秘密を作り自由を弱体化させたい政治家と官僚の企みだ」「この企みを阻止しようとする日本ペンクラブを全面的に支持する」とする声明を発表した[45]。
- 「ジャーナリスト有志の会」（田原総一朗、鳥越俊太郎、大谷昭宏、岸井成格、田勢康弘、金平茂紀、川村晃司、青木理、赤江珠緒、吉永みち子[46][47]）が11月20日に“「特定秘密保護法案」の廃案を求めるメディア関係者総決起集会”を開催。
- 日本雑誌協会と日本書籍協会の各委員会は2014年10月14日、特定秘密保護法の運用基準が閣議決定したことを受け「雑誌や書籍の取材現場にとって、とうてい受け入れがたい」として、12月の法施行に反対する声明をだした。声明は「取材方法の可否まで政府が言及することは、憲法で保障された知る権利や出版・報道のあり方を限定する結果となりかねない」と指摘した[48]。

### 芸術家・文化セクター従事者
- 岩井俊二、村上龍、坂本龍一ら、特定秘密保護法案に反対する音楽・美術・演劇・映像・出版など表現に関わる人の会（略称：表現人の会）が「即時廃案を求める」声明[49]

【発起人代表】 
- 浅田彰（京都造形芸術大学教授）
- 伊藤銀次（音楽家）
- 岩井俊二（映画監督）
- 上野耕路（作曲家）
- 大友良英（音楽家）
- 大貫妙子（音楽家）
- 鴻上尚史（作家・演出家）
- 國分功一郎（哲学者）
- 後藤正文（ミュージシャン）
- 小沼純一（批評家）
- 坂本龍一（音楽家）
- 島本脩二（編集者）
- 信藤三雄（アートディレクター／映像ディレクター）
- 杉山知之（デジタルハリウッド大学学長）
- 高野寛（音楽家）
- 高橋靖子（スタイリスト）
- 高橋幸宏（音楽家）
- 田島一成（写真家）
- 津田大介（ジャーナリスト／メディア・アクティビスト）
- 中沢新一（人類学者）
- 中島英樹（グラフィック・デザイナー）
- 奈良美智（美術家）
- ピーター・バラカン（ブロードキャスター）
- 堀潤（ジャーナリスト）
- 巻上公一（音楽家）
- 三輪眞弘（作曲家／情報科学芸術大学院大学教授）
- 村上龍（作家）
- 森達也（作家／映画監督／明治大学特任教授）
- 安田登（能楽師）
- 湯川れい子（音楽評論／作詞）

【発起人】
- 相倉久人（音楽評論家）
- 秋岡欧（音楽家）
- アサダワタル（日常編集家）
- 新井由己（ルポライター）
- 五十嵐正（音楽評論家／翻訳家）
- 池末みゆき（ライアー奏者／教育者）
- 石田昌隆（フォトグラファー）
- 岩崎眞美子（ライター）
- 岩根愛（写真家）
- エドツワキ（イラストレーター／画家）
- 海老原よしえ（シンガーソングライター）
- おおたか静流（音楽家）
- オノセイゲン（ミュージシャン／作曲家／音響空間デザイナー）
- 小野島大（音楽評論家）
- 梶谷美由紀（シンガー）
- 加藤道明（音楽家）
- 亀山ののこ（写真家）
- 金聖雄（映画監督）
- 木村元（アルテスパブリッシング）
- 桐山岳夫（ファシリテーター／福島ー関東対話の会同人）
- 近藤達郎（音楽家）
- 佐々木敦（批評家）
- 佐藤剛（作家／プロデューサー）
- 佐藤良明（ポピュラー音楽研究／東京大学名誉教授）
- 澤田佳子（フリーライター）
- サラーム海上（音楽評論家／DJ／中東料理研究家）
- shezoo シズ（作曲家／ピアニスト）
- 重松壮一郎（音楽家）
- 柴田明子（フリーアナウンサー）
- 清水ひろたか（音楽家）
- 鈴木カツ（フリーライター）
- 鈴木茂（アルテスパブリッシング）
- 高谷史郎（映像作家）
- 立岩潤三（音楽家）
- 田中基裕（音楽雑誌編集者）
- 谷忠彦（映像作家）
- 谷川賢作（音楽家）
- 角井てんこ（アートディレクター／美術家）
- 永島智之（キョードープロモーション代表取締役）
- 中村俊夫（音楽評論家／音楽プロデューサー）
- 服部玲治（レコード会社A＆R）
- HaLo（音楽家／ナレーション）
- ひうた（ソングライター）
- 平野友康（クリエイター）
- 廣水乃生（コミュニティファシリテーター）
- 藤井翔（映画監督）
- 藤川毅（音楽ライター）
- 舩橋淳（映画監督）
- 本根誠（株式会社エッセンス）
- 牧村憲一（音楽プロデューサー）
- 増山麗奈（画家）
- 松武秀樹（シンセサイザー・プログラマー）
- 三宅唱（映画監督）
- 宮田茂樹（音楽プロデューサー）
- 村井康司（音楽評論家）
- 村山郁哉（おとなの社会科スタッフ）
- 森谷博（映像ディレクター）
- 山田タポシ（Web制作ディレクター／ラジオパーソナリティ）
- 湯山玲子（著述家）
- 吉村栄一（ライター／編集者）
- 渡辺健吾（ライター／翻訳者）
- 渡辺達生（カメラマン）
- 渡辺パコ（哲学者／デジタルハリウッド大学教授）

### 映画関係者
- 映画監督の高畑勲、羽田澄子、降旗康男、山田洋次、映画製作者の新藤次郎の5氏が呼びかけ人となり「特定秘密保護法案に反対する映画人の会」を結成。賛同者として映画監督の大林宣彦、宮崎駿、是枝裕和、井筒和幸、山本晋也、小栗康平、俳優の吉永小百合、大竹しのぶ、奈良岡朋子、脚本家の山田太一、ジェームス三木、小山内美江子など264人。呼びかけ人と併せて計269人[50][51]。

### 著作者団体
- 日本映画監督協会、日本児童文学者協会、日本シナリオ作家協会、日本美術家連盟、日本脚本家連盟の５団体が、特定秘密保護法案の廃案を求め、共同で緊急声明。[50]

### その他
- モートン・ハルペリンが上級顧問をつとめ、ツワネ原則作成にも携わったオープン・ソサエティ財団（ソロス財団。ジョージ・ソロスが創設に関与）は、「法案は国家の安全保障に対する知る権利を厳しく規制するもので、秘密保護法制に関する国際的な基準を大きく下回っている」という声明を発表した。ハルペリンも「法案は21世紀の民主国家が考えたなかでも最も悪い部類に入るものだ」とする発言を財団声明に寄せている[52]。

- 日本機関紙協会が「法案の成立を断固阻止、廃案にさせることに全力を挙げる」決議を総会で採択[53]。日本共産党機関紙しんぶん赤旗が藤田健・政治部長名で論評『秘密保護法強行成立　「あの時代」には戻させない』[54]を発表。

- 日本図書館協会が「図書館の自由委員会」名で声明を発表[55]。

- アイヌ民族の90人が「特定秘密保護法に反対するアイヌウタリの会」名で反対・抗議する声明を発表。“官僚組織や一部の政治家を保護する法律であることは明らかで、処罰対象が一般人に及ぶことも懸念される”としている。宇梶剛士や萱野志朗「萱野茂二風谷アイヌ資料館」館長も名を連ねている[56]。

#### 宗教団体
- カトリック中央協議会（カトリック正義と平和協議会）、日本キリスト教協議会、日本キリスト改革派教会が反対声明を発表[57][58][59]。
- 真宗大谷派が宗務総長名で廃案を要望[60]。
- 仏教・キリスト教など18団体が連名で「国民の知る権利を奪うことは、戦前の情報統制の再来であり、日本が再び『戦争する国』になること」として反対アピールを発表[61]。

#### 開業医団体
- 全国保険医団体連合会が「知る権利を奪うものであり平和を脅かす」として廃案を求める声明を発表[62]。

#### 各界女性
- 評論家や作家などが「女性たちは秘密保護法に反対する」と題して声明を発表（2013年11月15日）。賛同者は雨宮処凛、池田香代子、荻原博子、落合恵子、香山リカ、木村結、澤井正子、土井香苗、橋本美香、福島瑞穂、藤原真由美、三宅雪子の12人[63]。